# Marc Schmidpeter
Marc Schmidpeter (* 3. März 1995 in Fürstenfeldbruck) ist ein deutscher Eishockeyspieler, der seit 2021 bei den Starbulls Rosenheim  in der Eishockey-Oberliga unter Vertrag steht.

## Karriere
Marc Schmidpeter stammt aus dem oberbayrischen Dorfen, wo er beim ESC Dorfen seine Nachwuchskarriere begann. Über Erding wechselte der Angreifer in die Talentschmiede des EV Landshut. Dort schaffte er 2013/14 seinen Durchbruch im Seniorenbereich und spielte in der DEL2. Seit 2014 steht er beim Deutschen Meister dem ERC Ingolstadt unter Vertrag. Parallel spielte er per Förderlizenz weiter für Landshut in der DEL2.
Am 30. November 2014 im Spiel gegen die Eisbären Berlin erzielte er seinen ersten DEL-Treffer. Darüber hinaus schoss Schmidpeter das erste Tor des ERC in der Saison 2014/15 der Champions Hockey League.
Zu Beginn der Saison 2016/17 verletzte er sich so schwer, dass er fast die komplette Spielzeit ausfiel und nur sechs Partien für den ESV Kaufbeuren absolvieren konnte. Im Anschluss daran wechselte er zum EV Ravensburg.
Zwischen Mai 2018 und Juli 2020 stand er erneut beim EV Landshut unter Vertrag und schaffte mit dem EVL 2019 den Aufstieg aus der Oberliga in die DEL2. Nach der Saison 2019/20 wechselte er innerhalb der DEL2 zu den Kassel Huskies, mit denen er 2021 das Playoff-Finale erreichte. Anschließend verließ er den Klub aus Nordhessen und wechselte zu den Starbulls Rosenheim  aus der Eishockey-Oberliga.

### International
Schmidpeter spielte in mehreren Nachwuchsnationalteams, darunter war er zum Beispiel zur Jahreswende 2014/15 mit der deutschen U20-Auswahl bei der U20-Junioren-Weltmeisterschaft in Kanada im Einsatz.

## Karrierestatistik
(Legende zur Spielerstatistik: Sp oder GP = absolvierte Spiele; T oder G = erzielte Tore; V oder A = erzielte Assists; Pkt oder Pts = erzielte Scorerpunkte; SM oder PIM = erhaltene Strafminuten; +/− = Plus/Minus-Bilanz; PP = erzielte Überzahltore; SH = erzielte Unterzahltore; GW = erzielte Siegtore; 1 Play-downs/Relegation; Kursiv: Statistik nicht vollständig)